# Dianthus andronakii
Dianthus andronakii Woronow & Schischk.  är en nejlikväxt.

## Beskrivning
Dianthus andronakii ingår i släktet nejlikor, och familjen nejlikväxter. 
Inga underarter finns listade i Catalogue of Life.

## Etymologi
- Släktnamnet Dianthus härleds från grekiska Διός, Dios (ett alternativt namn till guden Zeus) och ἀνθός, anthos = blomma. Betydelsen blir sålunda Zeus blomma. I överförd bemärkelse kan det även förstås som gudomlig blomma.

Detta var ett namn, som användes för en växt i antiken, redan 300 år före vår tideräkning.
- Artepitetet andronakii myntades 1936. Vidare info saknas.